# 袁樹
袁树（?—?），字豆村，號香亭，錢塘（今杭州）人，居江寧（今南京）。袁枚的堂弟。
乾隆二十八年（1763年）癸未科進士，同榜還有好友邵一聯。曾任廣東肇慶知府。
袁樹精鑑別，工詩，善山水，得擾凡民（鳳）傳，用筆用墨之間，饒有自然之趣。沈厚雖不逮師，而毫端簡淨渾脫，有士氣而無習氣。著有《墨香居畫識》、《墨林今話》、《桐陰論畫》、〈畫傳編韻》等。